# Parkerioideae
Parkerioideae, potporodica paprati (Pteridophyta), dio porodice Pteridaceae ili bujadovki. Sastoji se od dva roda sa 11 vrsta u tropskim i suptropskim predjelima

## Rodovi
1. Acrostichum L. (3 spp.)
2. Ceratopteris Brongn. (8 spp.)